# Die Nacht Der Seele
Die Nacht der Seele (подзаголовок Tantric Songs) — двенадцатый альбом группы краут-рока Popol Vuh, первоначально изданный в 1979 году.
Треки «Engel der Luft» и «Im Reich der Schatten» (в замедленной версии) были в 1982 году включены в саундтрек фильма Вернера Херцога «Фитцкаральдо».

## Характеристика
В записи альбома Die Nacht Der Seele — Tantric Songs (с англ. — «Ночь души — тантрические песни») к традиционному составу из Фрике, Фихелшера и Громера присоединились вернувшиеся вокалистки Джонг Юн и Ренате Кнауп. Материал альбома отличается большим разнообразием. Треки «Mantram der Erdberührung I & II» звучат почти что как тибетские песнопения, «Mantram der Herzberührung I & II» — это очень спокойные расслабляющие фортепианные пьесы, а «Im Reich der Schatten» демонстрирует плотную этническую перкуссию. «Wo bist Du, der Du überwunden hast?» очень похож на музыку альбома Das Hohelied Salomos, а остальные композиции напоминают утонченную созерцательность альбома Brüder des Schattens - Söhne des Lichts. В целом альбом похож на Nosferatu тем, что смешивает песни различных настроений, стилей и чувств, но все-таки он более целостный и менее бессистемный. Слушателя ведут различными путями, но всегда к одной и той же точке чистого чувства и духовного возвышения.

## Список композиций
Все треки написаны Флорианом Фрике, кроме указанного в скобках

1. «Mantram der Erdberührung I» — 2:13
2. «Engel der Luft» — 2:38
3. «Mit Händen, mit Füßen» — 2:42
4. «„Wo bist Du, der Du überwunden hast?“ / „Gesegnet Du, Bei Deiner Ankunft“» — 5:41
5. «Mantram der Erdberührung II» — 2:12
6. «Im Reich der Schatten» (Фрике, Фихелшер) — 2:10
7. «Wanderer durch die Nacht» — 4:07
8. «Mantram der Herzberührung I» — 1:48
9. «Auf dem Weg» — 2:53
10. «Mantram der Herzberührung II» — 1:40
11. «In der Halle des Lernens» — 4:02
Бонус-треки на переиздании 2005 года

Бонус-треки написаны Флорианом Фрике и Даниелем Фихелшером
12. «Mantram der Stirnberührung I» — 2:16
13. «Zusammenkunft» — 0:47
14. «Mantram der Stirnberührung II» — 2:03
15. «Im Garten der Ruhe (фортепианная сессионная версия)» — 10:19

## Состав музыкантов
Флориан Фрике — фортепиано, вокал
Даниель Фихелшер — гитара, перкуссия
Джонг Юн — вокал
Ренате Кнауп — вокал
Приглашенные музыканты
Сьюзан Геттинг — гобой
Алоиз Громер — ситар